# 欽欽
欽欽（chin chin）是西非的一种油炸點心。這是與斯堪的纳维亚地區的點心Klenät相似，由麵粉烘焙或油炸而成的鬆脆的、類似甜甜圈的食品，可能含有豇豆。 

## 製作
材料麵糰中含有面粉、糖、黄油和牛奶。依據個人喜好可加入鸡蛋、肉豆蔻和烘焙粉等等。然後將麵糰揉捏，切成一英寸左右，大约四分之一英寸厚的方塊，之後油炸。一般使用植物油進行油炸。

## 圖片輯

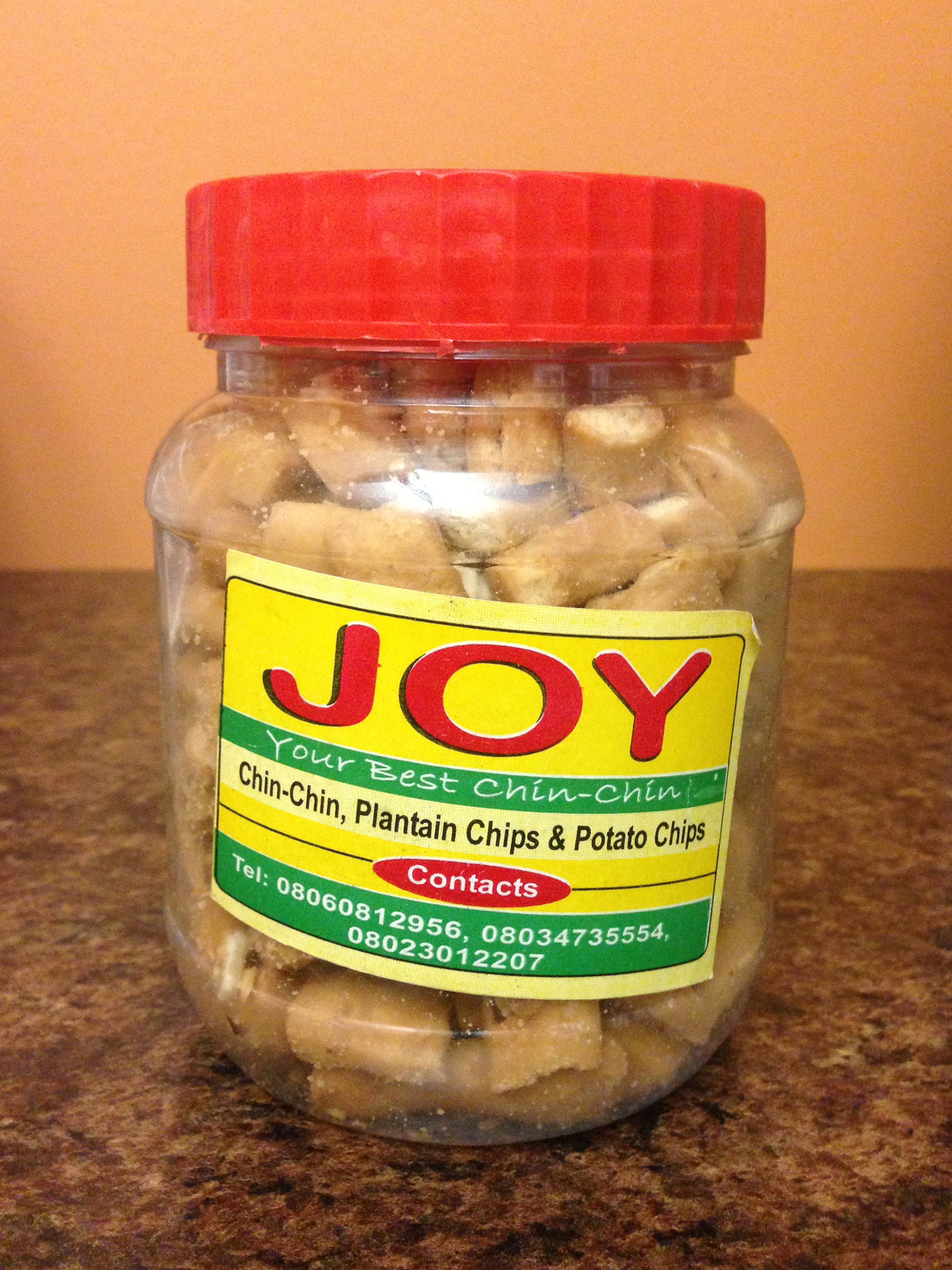
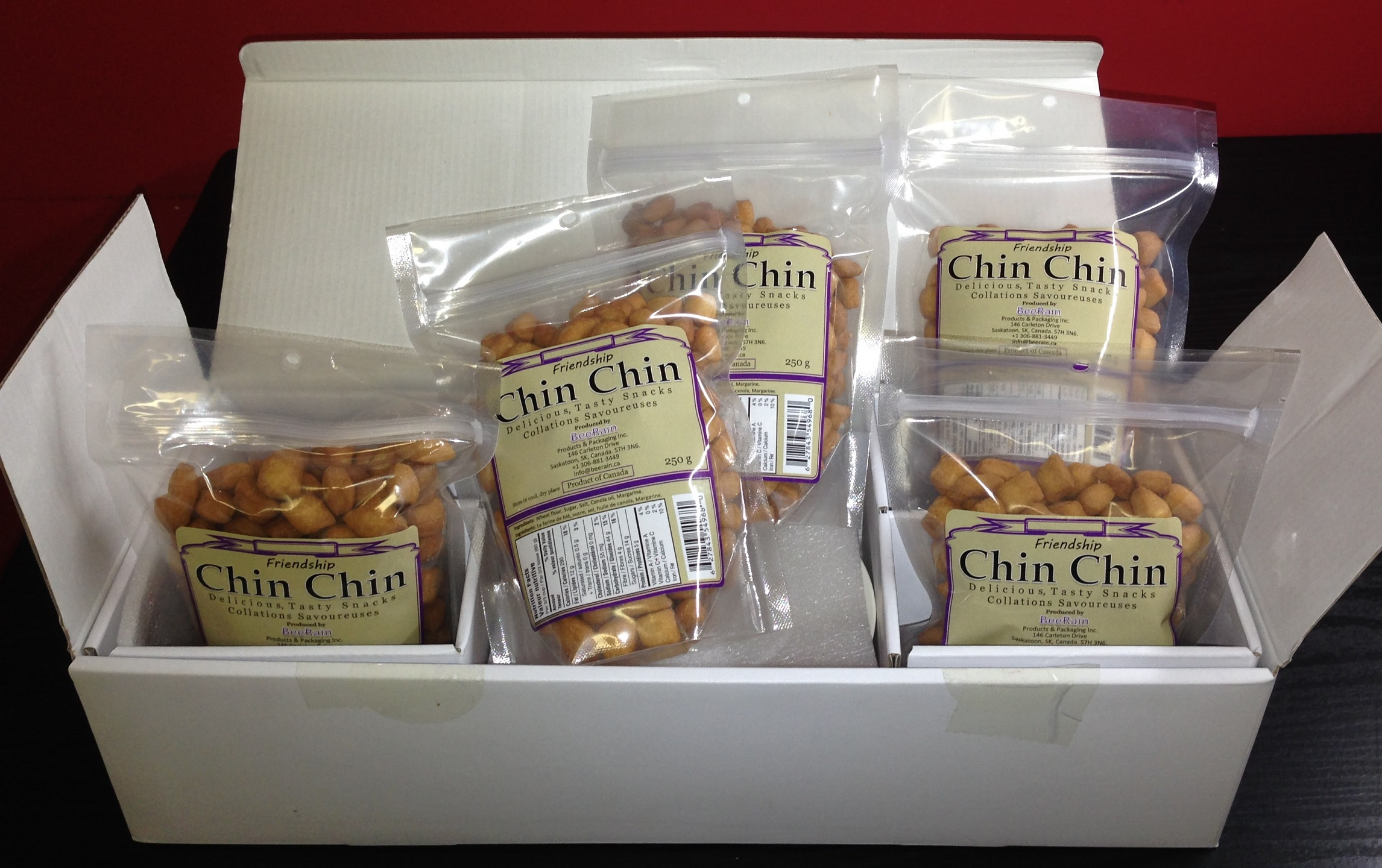